# Amewu Mensah
Antoinette Amewu Mensah (* 21. März 1977 in Accra, Ghana) ist eine deutsche Klimawissenschaftlerin und ehemalige Hochspringerin.

## Leben
Die in Ghana geborene Mensah kam 1979 als Pflegekind nach Berlin. Sie wurde als Jugendliche 1993 deutsche Meisterin im Siebenkampf, spezialisierte sich dann aber auf den Hochsprung. Sie erreichte bei den Juniorenweltmeisterschaften 1994 den siebten Platz, wurde im Jahr darauf Fünfte bei den Junioreneuropameisterschaften 1995 und Vierte bei den U23-Europameisterschaften 1997.
Nachdem Mensah als Jugendliche und Juniorin deutsche Hochsprungmeisterin geworden war, platzierte sie sich im Erwachsenenbereich bei den deutschen Meisterschaften 1997 auf Rang drei. 1999 wurde sie in der Halle deutsche Hochschulmeisterin. In der Freiluftsaison gewann sie die deutsche Vizemeisterschaft und bei den U23-Europameisterschaften die Silbermedaille mit einer übersprungenen Höhe von 1,93 Meter. Daraufhin wurde sie für die Weltmeisterschaften in Sevilla nachnominiert, bei denen sie die Qualifikation überstand, jedoch im Endkampf ohne gültigen Versuch blieb. 2000 nahm Mensah an den Halleneuropameisterschaften in Gent teil. Im Juli 2000 gewann sie in Braunschweig die Deutsche Meisterschaft. Danach nahm sie an den Olympischen Spielen in Sydney teil, bei denen sie sich für das Finale qualifizierte und Platz acht erreichte.
Im Jahre 2001 wurden bei Mensah Spuren des anabolen Steroids Oxandrolon festgestellt und sie erhielt eine zweijährige Dopingsperre. Nach Ablauf der Sperre wurde sie 2004 hinter Ariane Friedrich Deutsche Vizemeisterin, verpasste aber die Qualifikation zu den Olympischen Spielen in Athen.
Amewu Mensah startete für den Berliner SC, TSV Bayer Leverkusen, OSC Berlin und ASV Köln.
Sie studierte Biochemie und Chemie an der FU Berlin und der Universität Köln, an der sie 2010 promoviert wurde. Sie forscht am Institut für Atmosphäre und Klima der ETH Zürich.